# Miguel Itzigsohn
Miguel Itzigsohn, född 1908, död 1978, var en argentinsk astronom.
Han var verksam vid observatoriet i La Plata, Argentina.
Minor Planet Center listar honom som upptäckare av 15 asteroider mellan 1948 och 1954.
Asteroiden 1596 Itzigsohn är uppkallad efter honom.

## Asteroider upptäckta av Miguel Itzigsohn
| 1569 Evita       | 3 augusti 1948    |
| 1571 Cesco       | 20 mars 1950      |
| 1581 Abanderada  | 15 juni 1950      |
| 1582 Martir      | 15 juni 1950      |
| 1588 Descamisada | 27 juni 1951      |
| 1589 Fanatica    | 13 september 1950 |
| 1596 Itzigsohn   | 8 mars 1951       |
| 1608 Muñoz       | 1 september 1951  |
| 1684 Iguassú     | 23 augusti 1951   |
| 1688 Wilkens     | 3 mars 1951       |
| 1779 Paraná      | 15 juni 1950      |
| 1800 Aguilar     | 12 september 1950 |
| 1801 Titicaca    | 23 september 1952 |
| 1821 Aconcagua   | 24 juni 1950      |
| 1970 Sumeria     | 12 mars 1954      |